# Bjelovarska pošta
Zgrade pošte u Bjelovaru su javne ustanove u centru grada koje pružaju poštanske usluge širem krugu grada Bjelovara. Glavna zgrada se nalazi na trgu Eugena Kvaternika, između zgrade gradske uprave i pravoslavne crkve sv. Trojice.  Zgrade također služe kao i komercijalni i stambeni prostori.
Pošta je izgrađena 1960. godine nakon što je zgrada stare pošte na istoj lokaciji stradala u požaru.
Krug pošte se sastoji od glavne zgrade na trgu Eugena Kvaternika,  zgrade na adresi Vladimira Nazora 1a, te zgrade na adresi Ljudevita Gaja 4 uz koju stoji poštanski radio-relej toranj pretpostavljene visine 36. metara.
- Poštanska zgrada na ulici Ljudevita Gaja i radio-relej toranj.
- Zgrada na adresi Vladimira Nazora 1a, sa radio-relej tornjem i zvonikom crkve sv. Trojice u pozadini.